# Султан Мухаммад Кутб-шах
Султан Мухаммад Кутб-шах (1582—1626) — шестой султан Голконды из династии Кутб-шахов (1611—1626).

## Биография
Происходил из династии Кутб-шахов. Второй сын принца Мухаммада Амина, брата Мухаммада Кули Кутб-шаха (1565—1612), султана Голконды в 1580—1612 годах.
В 1607 году, в возрасте 25 лет, Султан Мухаммад потерял отца, после его усыновил его родной дядя Мухаммад Кули Кутб-шах, объявив своим наследником. Также Султан Мухаммад женился на своей двоюродной сестре Хайрат-Бахши-Бегум, дочери Мухаммад Кули Кутб-шаха.
11 января 1611 года после смерти своего дяди и приёмного отца Мухаммад Кули Кутб-шаха Султан Мухаммад унаследовал султанский престол Голконды. В 1617 году он приказал начать строительство величественной мечети Мекка (была завершена только во времена Великих Моголов). В течение 1611—1617 годов была создана первая «История Кутб-шахов».
Учитывая усиления власти Империи Великих Моголов в Северной и Центральной Индии, голкондский султан Султан Мухаммад Кутб-шах заключил военно-политический союз с шахом Персии Аббасом I Великим. Также был заключен союз между Голкондой и Биджапурским султанатом, который был закреплен браком дочери Мухаммада Кутб-шаха, Хидиджи Султан, с Мухаммадом Адил-шахом, наследником биджапурского престола.
В 1626 году после смерти Султана Мухаммада Кутб-шаха султанский престол унаследовал его старший сын Абдулла Кутб-шах.